# Генріх Гебгардт
Генріх Гебгардт (нім. Heinrich Gebhardt; 17 квітня 1885, Грюнштадт — 22 липня 1939, Берлін) — німецький офіцер, контрадмірал запасу крігсмаріне.

## Біографія
Син лікаря. 6 квітня 1904 року вступив в кайзерліхмаріне. Учасник Першої світової війни, командував мінними тральщиками і торпедними катерами. З 1 жовтня 1916 по 30 травня 1920 року — командир 1-ї півфлотилії мінних тральщиків. Після демобілізації армії залишений в рейхсмаріне. З 1 жовтня 1931 року — голова комітету з випробування нових кораблів. 30 вересня 1934 року звільнений у відставку. З 1935 року — президент Німецької служби радіоаматорів. 22 березня 1939 року переданий в розпорядження крігсмаріне, але не отримав жодного призначення. Раптово помер від сепсису.

## Сім'я
Був одружений з Ельзою Ламперт. В пари народився син Ганс Вольфганг Генріх (1936—2003).

## Звання
- Морський кадет (6 квітня 1904)
- Фенріх-цур-зее (11 квітня 1905)
- Лейтенант-цур-зее (28 вересня 1907)
- Оберлейтенант-цур-зее (6 серпня 1909)
- Капітан-лейтенант (17 жовтня 1915)
- Корветтен-капітан (1 листопада 1923)
- Фрегаттен-капітан (1 квітня 1929)
- Капітан-цур-зее (1 жовтня 1931)
- Контрадмірал запасу (30 вересня 1934)

## Нагороди
- Медаль принца-регента Луїтпольда в бронзі (1911)
- Залізний хрест 2-го і 1-го класу
- Пам'ятна медаль Золотого весілля
- Орден «За заслуги» (Баварія) 4-го класу з мечами
- Ганзейський Хрест (Гамбург)
- Королівський орден дому Гогенцоллернів, лицарський хрест з мечами (18 травня 1918)
- Почесний хрест ветерана війни з мечами